# Hydroptila tanduka
Hydroptila tanduka är en nattsländeart som beskrevs av Wells 1990. Hydroptila tanduka ingår i släktet Hydroptila och familjen smånattsländor. Inga underarter finns listade i Catalogue of Life.